# Can Ral
Can Ral és una masia de Palau-solità i Plegamans (Vallès Occidental) protegida com a bé cultural d'interès local.

## Descripció
La masia consta de planta baixa, primer pis i golfes amb teulada a dos vessants, amb carener perpendicular a la façana i ràfec compost per tres filades en voladís. La façana es troba arrebossada i manté una certa simetria en la disposició de les obertures. A la planta baixa el portal d'accés és d'arc de mig punt adovellat amb sengles finestres rectangulars, amb ampit, als seus dos costats. El seu emmarcament no és visible a causa de l'arrebossat. Al primer pis se succeeixen finestres de diferents mides i tipologies, dues d'elles amb brancals de carreus de pedra i ampit, de les quals la del centre té a la llinda l'anagrama de Jesucrist (I.H.S.). Les finestres dels extrems són més petites, la del costat esquerre no té visible l'emmarcament a causa de l'arrebossat, i la del costat dret en canvi presenta un emmarcament de maó. Sota teulat s'obren tres arcades que corresponen al pis de les golfes, que s'utilitzaven com a assecadors o eixugadors.
El paller de Can Ral és un edifici amb paret de tancament a tres dels seus quatre costats i amb coberta a dos vessants sobre un embigat de fusta sostingut en el seu costat obert per tres columnes de fust rodó, fetes amb fàbrica de còdols i restes d'arrebossat. La teulada, d'escassa inclinació, es forma a partir d'una biga central de fusta, a més d'una a cada extrem, que descansen en sengles columnes. A partir d'aquestes bigues perpendiculars a la teulada se'n col·loquen d'altres horitzontalment i verticalment, més primes per a formar l'entramat i donar el joc de bigues i llates sobre el que es col·locaran les teules. Les tres bigues perpendiculars sobre les columnes sobresurten per poder establir una teulada en voladís.

## Història
Segons les dades del fogatge del segle xvi, de l'any 1515 concretament, dins la vegueria de Barcelona, terme de Plegamans i Palau Solitar, hi consta per part del terme de Palau-Solitar "l'Antich vila real" que podria referir-se a "Can Ral". La documentació continua en el fogatge de l'any 1552, quan anomena els caps de casa. Hi ha un tal "En Real", aquesta vegada, dins el terme de Plegamans.